# Championnat national de tennis des États-Unis 1948
Pour un article plus général, voir US Open de tennis.
Résultats détaillés de l’édition 1948 du championnat de tennis US National qui est disputée du 10 au 19 septembre 1948.

## Palmarès
| Tableau          | Vainqueurs                           | Vainqueurs | Score               | Finalistes                       | Finalistes     |
| ---------------- | ------------------------------------ | ---------- | ------------------- | -------------------------------- | -------------- |
| Simple dames     | Margaret Osborne                     | États-Unis | 4-6, 6-4, 15-13     | Louise Brough Clapp              | États-Unis     |
| Simple messieurs | Pancho Gonzales                      | États-Unis | 6-2, 6-3, 14-12     | Eric Sturgess                    | Afrique du Sud |
| Double dames     | Louise Brough Clapp Margaret Osborne | États-Unis | 6-4, 8-10, 6-1      | Patricia Canning Todd Doris Hart | États-Unis     |
| Double messieurs | Gardnar Mulloy Bill Talbert          | États-Unis | 1-6 9-7 6-3 3-6 9-7 | Frank Parker Ted Schroeder       | États-Unis     |
| Double mixte     | Louise Brough Clapp Tom Brown        | États-Unis | 6-4, 6-4            | Margaret Osborne Bill Talbert    | États-Unis     |

## Simple dames
|  |                   |  |   |   |    |
|  | Finale            |  |   |   |    |
|  |                   |  |   |   |    |
|  |                   |  |   |   |    |
|  | M. Osborne duPont |  | 4 | 6 | 15 |
|  | M. Osborne duPont |  | 4 | 6 | 15 |
|  | Louise Brough     |  | 6 | 4 | 13 |

## Double dames
|  |                                  |  |   |    |   |
|  | Finale                           |  |   |    |   |
|  |                                  |  |   |    |   |
|  |                                  |  |   |    |   |
|  | Louise Brough M. Osborne duPont  |  | 6 | 8  | 6 |
|  | Louise Brough M. Osborne duPont  |  | 6 | 8  | 6 |
|  | Patricia Canning Todd Doris Hart |  | 4 | 10 | 1 |

## Double mixte
|  |                                |  |   |   |  |
|  | Finale                         |  |   |   |  |
|  |                                |  |   |   |  |
|  |                                |  |   |   |  |
|  | Louise Brough Tom Brown        |  | 6 | 6 |  |
|  | Louise Brough Tom Brown        |  | 6 | 6 |  |
|  | M. Osborne duPont Bill Talbert |  | 4 | 4 |  |